# Sint-Annakerk (Lokeren)
De Sint-Annakerk is een parochiekerk in de wijk Heirbrug van de Oost-Vlaamse stad Lokeren, gelegen aan de Veerstraat 14.

## Geschiedenis

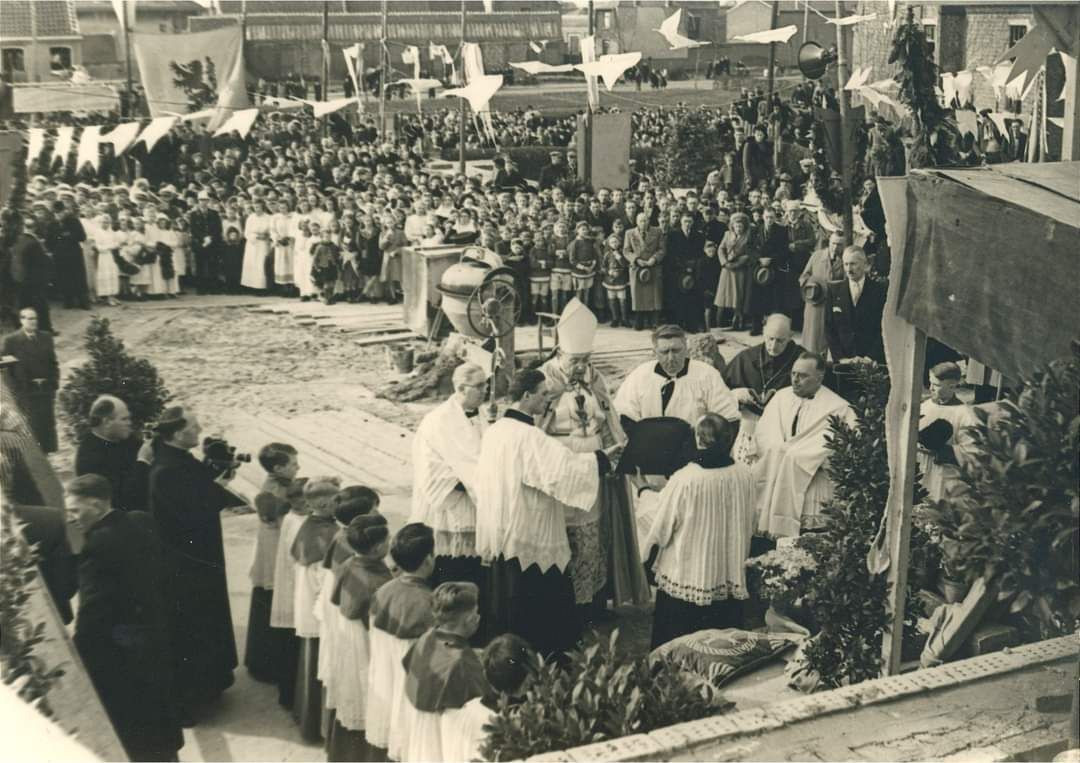
Inwijding van de kerk in 1949

De wijk Heirbrug ontstond vanaf 1880, toen er arbeidershuizen werden gebouwd. In 1931 werd een parochie gesticht. De kerkdiensten vonden voorlopig plaats in een oefenzaaltje van de school. Geldgebrek en economische stagnatie, en later de Tweede Wereldoorlog, verhinderden de bouw van een definitieve kerk.
De kerk werd gebouwd in 1949-1950 naar ontwerp van Adrien Bressers.

## Gebouw
Het betreft een bakstenen kerk onder hoog zadeldak, naar het zuiden georiënteerd. De kerk heeft een naastgebouwde toren op vierkante plattegrond. De kerk is gebouwd in expressionistische stijl met gotiserende stijlelementen.